# Chorizanthe watsonii
Chorizanthe watsonii är en slideväxtart som beskrevs av Asa Gray. Chorizanthe watsonii ingår i släktet Chorizanthe och familjen slideväxter. Inga underarter finns listade i Catalogue of Life.